# Cais da Sagração
O Cais da Sagração foi um antigo terminal portuário, construído na cidade de São Luís, no Maranhão, localizado na Avenida Beira-Mar.[carece de fontes?]
Foi o principal porto de São Luís, até a construção do Porto do Itaqui, na década de 1960.
Entre o fim do século XVIII (período pombalino) até a segunda metade do século XIX, o Maranhão passou por significativa expansão econômica, em especial, pela exportação de algodão e arroz. Isso fazia de São Luís o principal porto para exportação e entrada de artigos importados na região. Nesse período, ocorreu a construção do complexo arquitetônico do Centro Histórico de São Luís.

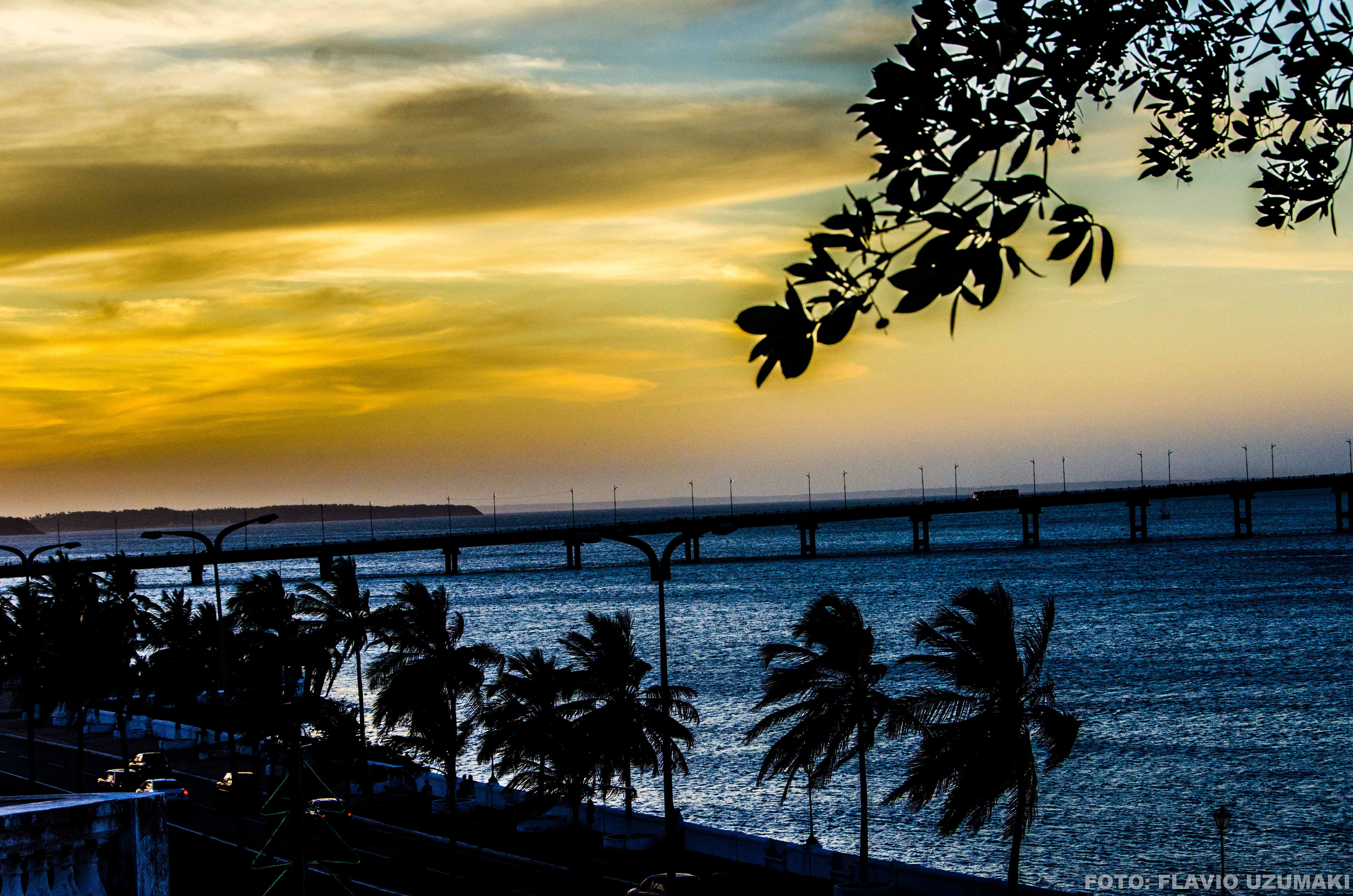
Avenida Beira-Mar e seus coqueiros

O local onde foi construído o Palácio do Governo (atual Palácio dos Leões) sofria com a intensidade das ondas do mar. Foram construídos dois baluartes (Baluarte de São Cosme e Damião), em formato de meia-lua, na tentativa de conter o avanço do mar, mas o esforço foi insuficiente para conter os danos. 
Desse modo, foi lançado o projeto de construção de um novo porto, com o objetivo de evitar a escavação e o desmoronamento do baluarte, facilitar a comunicação entre a Praia Grande e as ruas que terminam no mar, acabar com o pântano, que existia desde o Baluarte até os Remédios e, por fim, dar melhor estética à vista da cidade.[carece de fontes?]

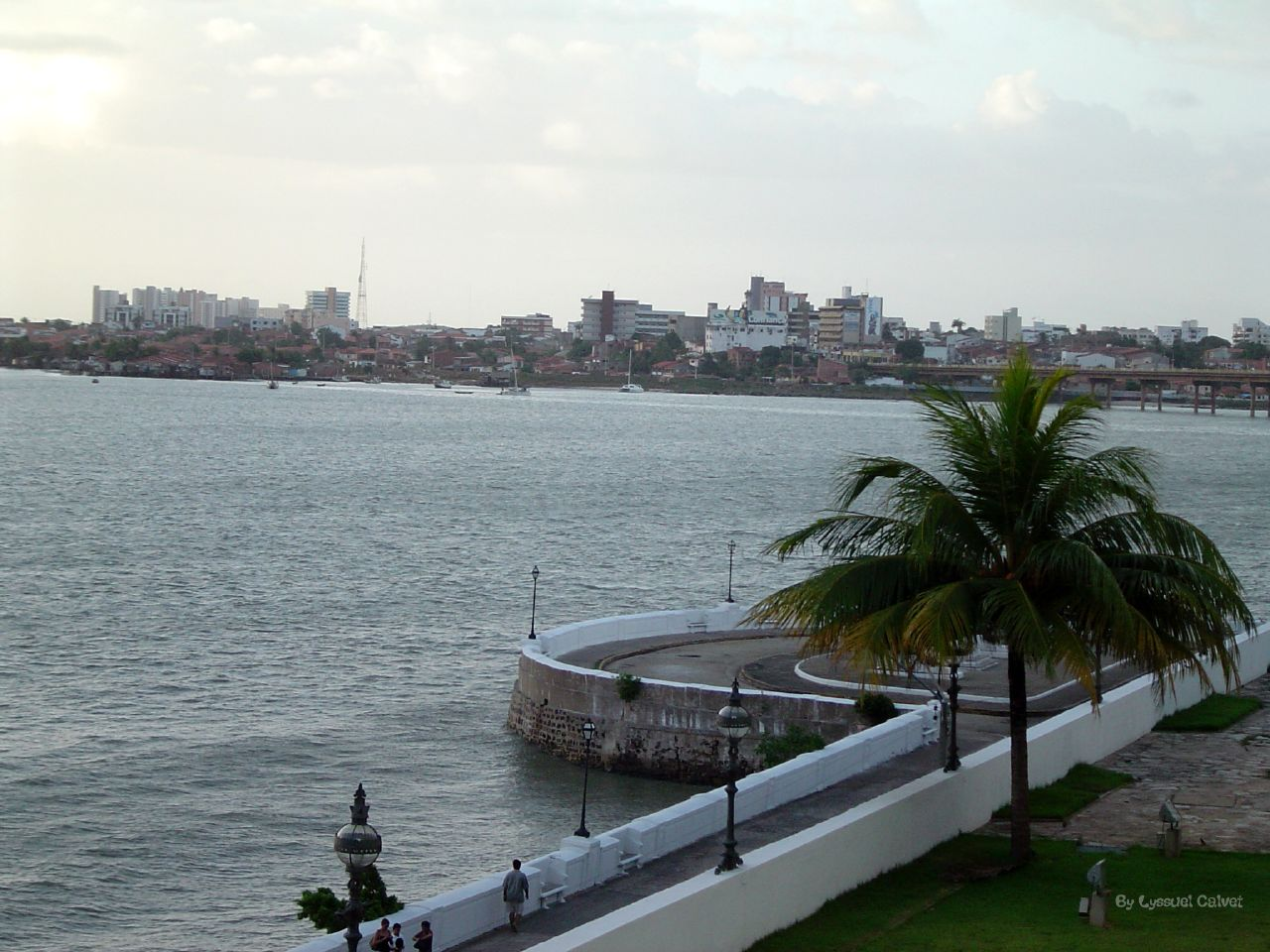
Visão do Cais da Sagração, através do Palácio dos Leões

A construção do Cais da Sagração foi iniciada em 1841, mesmo ano da coroação de D. Pedro II como Imperador do Brasil, tendo recebido esse nome em homenagem ao novo monarca. O cais funcionaria como porto, no local onde essa atividade já existia, mas agora com novas estruturas.
Foi construída uma grande extensão de muralhas espessas, feitas em alvenaria de pedra e reboco, pintadas na cor branca, interrompidas por três rampas. Duas meias-luas também interrompem o sentido retilíneo da muralha, correspondentes aos Baluartes de São Cosme e Damião. Os muros possuem bancos embutidos. Em seu entorno, fica localizada a Avenida Beira-Mar, em trecho arborizado com coqueiros.[carece de fontes?]
No projeto original, iria até o Convento das Mercês, mas por falta de recursos, foi limitado a onde hoje fica o Cais da Praia Grande até próximo à Praça Maria Aragão, em 1865. O local ainda funciona como terminal hidroviário, realizando parte do transporte de passageiros na Travessia São Luís-Alcântara, na Rampa Campos Melo.
A obra serviu de inspiração para o escritor maranhense Josué Montello, que a imortalizou no romance Cais da Sagração, com o Mestre Severino como personagem central, um barqueiro experiente e usuário constante do principal atracadouro das embarcações na cidade de São Luís.

## Monumentos
No percusso, também se encontram:
- a Pedra da Memória, obelisco construído em cantaria no ano de 1841 e concluído em 1844, para homenagear a maioridade (e posterior sagração) do Imperador Dom Pedro II. Inicialmente, ficava localizada onde hoje é o atual Liceu Maranhense (Campo de Ourique), até ser transferido para a Avenida Beira-Mar, em 1940.[2]
- o Coreto da Praia Grande.
- a antiga Estação João Pessoa (da ferrovia São Luís-Teresina), inaugurada em 1929.
- a estátua do Almirante Tamandaré, patrono da Marinha do Brasil e que atuou no Maranhão durante a Balaiada.
- Memorial Maria Aragão, projetado por Oscar Niemayer, que abriga um acervo em homenagem à medica e ativista política maranhense; além da Praça Maria Aragão, espaço destinado à realização de shows e espetáculos.
- a Praça Manuel Beckman (Praça 15 de Novembro), com a Pirâmide de Beckman, obelisco construído em 1910, em homenagem ao líder da revolta colonial de 1684. A pirâmide teria sido erguida aproveitando a base do pedestal do antigo Pelourinho de São Luís, de 1815, sendo assim o monumento mais antigo da capital.[2]
- além de diversos prédios públicos.[3]